# Podział administracyjny Kościoła katolickiego w Mozambiku
Podział administracyjny Kościoła katolickiego w Mozambiku – w ramach Kościoła katolickiego w Mozambiku funkcjonują obecnie trzy metropolie, w skład których wchodzą trzy archidiecezje i dziewięć diecezji. 
Jednostki administracyjne Kościoła katolickiego obrządku łacińskiego w Mozambiku:

## Metropolia Beira
- Archidiecezja Beira
  - Diecezja Chimoio
  - Diecezja Gurué
  - Diecezja Quelimane
  - Diecezja Tete

## Metropolia Maputo
- Archidiecezja Maputo
  - Diecezja Inhambane
  - Diecezja Xai-Xai

## Metropolia Nampula
- Archidiecezja Nampula
  - Diecezja Lichinga
  - Diecezja Nacala
  - Diecezja Pemba